# Carico
Der Carico (Last) war ein italienisches Volumenmaß und wurde als Getreidemaß in Verona verwendet. Als Gewichtsmaß galt er in Spanien und Frankreich. Carico war auch das Ladungsgewicht von Mauleseln und Packpferden.

## Volumenmaß
- 1 Carico = 8  Sacca (Einzahl Sacco) = 114,6535 Liter mal 8 = 917,228 Liter[2]

## Gewichtsmaß
In Palermo war ein Carico gleich einer Last, wurde für den Handel mit Schwefel verwendet und so hatte
- 1 Carico = 118 Rotoli[3]

Der Carico war auch ein Gewichtsmaß und unter dem Zweitnamen Carco oder Charge in Frankreich und Spanien bekannt. In Venedig hatte 
- 1 Cariso = 4 Zentner = 4000 Libre peso sottile (leichtes Gewicht) mit je 12 Oncia  und diese wiederum je 6 Saggi mit je 24 Caratti.

Nach diesem Gewicht wurden sehr verschiedene Waren verkauft, wie beispielsweise: Kümmel, Mandeln, Indigo, Ingwer, Muskatnüsse, Pfeffer, Quecksilber, Reis, Salpeter, Seide, Salmiak und viele andere Waren.